# Historia de la Arqueología y del método arqueológico
La arqueología es el estudio de la actividad humana en el pasado, principalmente a través de la recuperación y el análisis de la cultura material y los datos ambientales que han dejado atrás, que incluyen artefactos, arquitectura, biofactos (también conocidos como hechos ecológicos) y paisajes culturales (el registro arqueológico ).   
El desarrollo del campo de la arqueología tiene sus raíces en la historia y en aquellos interesados en el pasado, como los reyes que querían mostrar las glorias pasadas de sus respectivas naciones. Heródoto, el historiador griego del siglo V aC, fue el primer erudito en estudiar sistemáticamente el pasado y quizás el primero en examinar los artefactos. En el Imperio Song (960–1279) de la China imperial, los funcionarios académicos chinos desenterraron, estudiaron y catalogaron artefactos antiguos.  Los siglos XV y XVI vieron el surgimiento de los anticuarios en la Europa del Renacimiento que estaban interesados en la colección de artefactos. El movimiento anticuario se convirtió en nacionalismo a medida que las colecciones personales se convirtieron en museos nacionales.  Se convirtió en una disciplina mucho más sistemática a finales del siglo XIX y se convirtió en una herramienta ampliamente utilizada para la investigación histórica y antropológica en el siglo XX.  Durante este tiempo también hubo avances significativos en la tecnología utilizada en este campo.

## Principios
La historia y en las personas que estaban interesadas en el pasado. El rey Nabonido (556–539 a. C.), el último rey del Imperio Neo-Babilónico, estaba interesado en el pasado para poder asociarse con las glorias pasadas. Dirigió un movimiento de revitalización y reconstruyó templos antiguos. La investigación sistémica temprana y la historiografía se remontan al historiador griego Heródoto (c. 484 – c. 425 a. C.).  Fue el primer erudito occidental en recolectar sistemáticamente artefactos y probar su precisión. También fue el primero en hacer una narrativa convincente del pasado. Es conocido por un conjunto de nueve libros llamados Historias, en los que escribió todo lo que pudo aprender sobre diferentes regiones. Discutió las causas y consecuencias de las guerras greco-persas. También exploró el Nilo y Delfos.  Sin embargo, los estudiosos han encontrado errores en sus registros y creen que probablemente no fue tan lejos por el Nilo como afirmó.

## Anticuarios

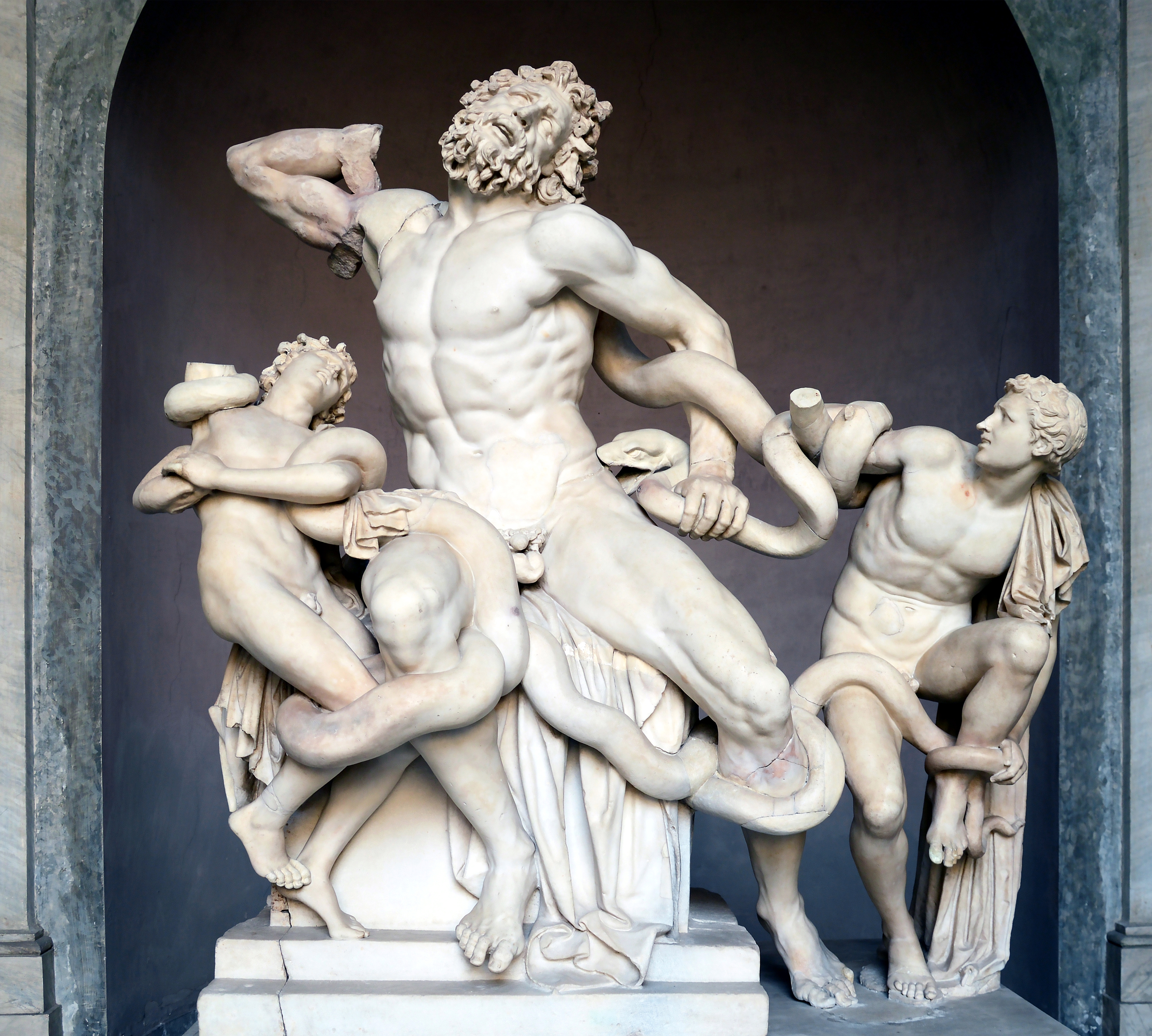
Laocoonte y sus hijos, escultura griega del siglo I aC, museos del Vaticano.

La arqueología se preocupó más tarde por el movimiento anticuario. Los anticuarios estudiaron la historia prestando especial atención a los objetos y manuscritos antiguos, así como a los sitios históricos. Por lo general, eran personas ricas. Coleccionaron artefactos y los exhibieron en gabinetes de curiosidades. El anticuario también se centró en la evidencia empírica que existía para la comprensión del pasado, resumida en el lema del anticuario del siglo XVIII Sir Richard Colt Hoare, "Hablamos de hechos y no de teoría". Los pasos provisionales hacia la sistematización de la arqueología como ciencia tuvieron lugar durante la era de la Ilustración en Europa en los siglos XVII y XVIII.
La nobleza educada se interesó por el coleccionismo de arte durante el período de la Dinastía Song (960 – 1279) en China. Los funcionarios académicos neoconfucianos estaban interesados en las actividades arqueológicas para reactivar el uso de las antiguas reliquias de Shang, Zhou y Han en los rituales estatales. Esta actitud fue criticada por el oficial polímata Shen Kuo en sus Ensayos de los Sueños del Arroyo de 1088. Apoyó la idea de que los materiales, las tecnologías y los objetos de la antigüedad deberían estudiarse por su funcionalidad y por el descubrimiento de técnicas de fabricación antiguas. Aunque fue una minoría, hubo otros que tomaron la disciplina tan en serio como lo hizo Shen. Por ejemplo, el oficial, historiador, poeta y ensayista Ouyang Xiu (1007–1072) compiló un catálogo analítico de antiguos calcos en piedra y bronce. Zhao Mingcheng (1081–1129) enfatizó la importancia de usar inscripciones antiguas para corregir discrepancias y errores en textos históricos posteriores que discuten eventos antiguos.  Los estudios de anticuarios chinos nativos disminuyeron durante las dinastías Yuan (1279–1368) y Ming (1368–1644) y se reavivaron durante la dinastía Qing (1644–1912), pero nunca se desarrollaron en una disciplina sistemática de arqueología fuera de la historiografía china.
En Europa, el interés por los restos de la civilización grecorromana y el redescubrimiento de la cultura clásica se inició en la Baja Edad Media.  Los eruditos consideran generalmente que el coleccionismo de antigüedades surgió solo en la Edad Media. Flavio Biondo, un historiador humanista del Renacimiento italiano, creó una guía sistemática de las ruinas y la topografía de la antigua Roma a principios del siglo XV, por lo que se le llamó el primer fundador de la arqueología. El erudito itinerante Ciriaco de 'Pizzicolli o Ciriaco de Ancona (1391 – c. 1455) también viajó por toda Grecia para registrar sus hallazgos en edificios y objetos antiguos. Ciriaco viajó por todo el Mediterráneo oriental, observando sus descubrimientos arqueológicos en un libro,Commentaria, que finalmente llegó atener seis volúmenes. 
Los anticuarios, entre ellos John Leland y William Camden, realizaron estudios en la zona rural inglesa, dibujando, describiendo e interpretando los monumentos que encontraron.  Estas personas frecuentemente eran clérigos: muchos vicarios registraron puntos de referencia locales dentro de sus parroquias, detalles del paisaje y monumentos antiguos como menhires, incluso aunque no siempre entendían el significado de lo que estaban viendo. 

### Movimiento al nacionalismo
Desde finales del siglo XVIII hasta el siglo XIX, la arqueología se convirtió en un esfuerzo nacional cuando los gabinetes de curiosidades se convirtieron en museos nacionales. Se contrataron personas para coleccionar artefactos y hacer más grande la colección de una nación y mostrar hasta dónde se extendía la historia de una nación.  Por ejemplo, Giovanni Battista Belzoni fue contratado por Henry Salt, el cónsul británico en Egipto, para reunir antigüedades para Gran Bretaña. En el siglo XIX en México, la expansión del Museo Nacional de Antropología y la excavación de las principales ruinas arqueológicas por Leopoldo Batres formaron parte del régimen liberal de Porfirio Díaz para crear una imagen gloriosa del pasado prehispánico de México.

### Primeras excavaciones

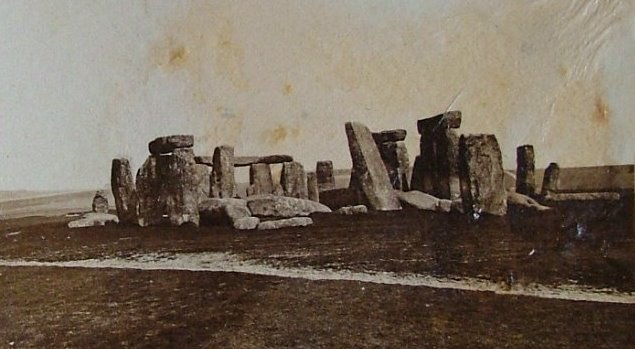
Una de las primeras fotografías de Stonehenge tomada en julio de 1877.

Entre los primeros sitios en someterse a excavaciones arqueológicas se encuentran Stonehenge y otros monumentos megalíticos en Inglaterra.  Las primeras excavaciones conocidas realizadas en Stonehenge fueron realizadas por William Harvey y Gilbert North a principios del siglo XVII.  Tanto Iñigo Jones como el duque de Buckingham también excavaron allí poco después. John Aubrey fue un arqueólogo pionero que registró numerosos megalitos y otros monumentos antiguos en el sur de Inglaterra. También cartografío el henge de Avebury. Escribió Monumenta Britannica a finales del siglo XVII como un estudio de los primeros sitios urbanos y militares, incluyendo las ciudades romanas, "campos" ( castros ), y castillos, y una revisión de los restos arqueológicos, incluyendo los monumentos sepulcrales, las carreteras, las monedas y las urnas. También se adelantó a su tiempo en el análisis de sus hallazgos. Intentó trazar la evolución estilística cronológica de la escritura a mano, la arquitectura medieval, el vestuario y las formas de los escudos.
William Stukeley fue otro anticuario que contribuyó al desarrollo temprano de la arqueología a principios del siglo XVIII. También investigó los monumentos prehistóricos de Stonehenge y Avebury, obra por la que ha sido recordado como "probablemente ... el más importante de los primeros precursores de la disciplina de la arqueología". Fue uno de los primeros en intentar fechar los megalitos, argumentando que eran restos de la religión druídica prerromana. 

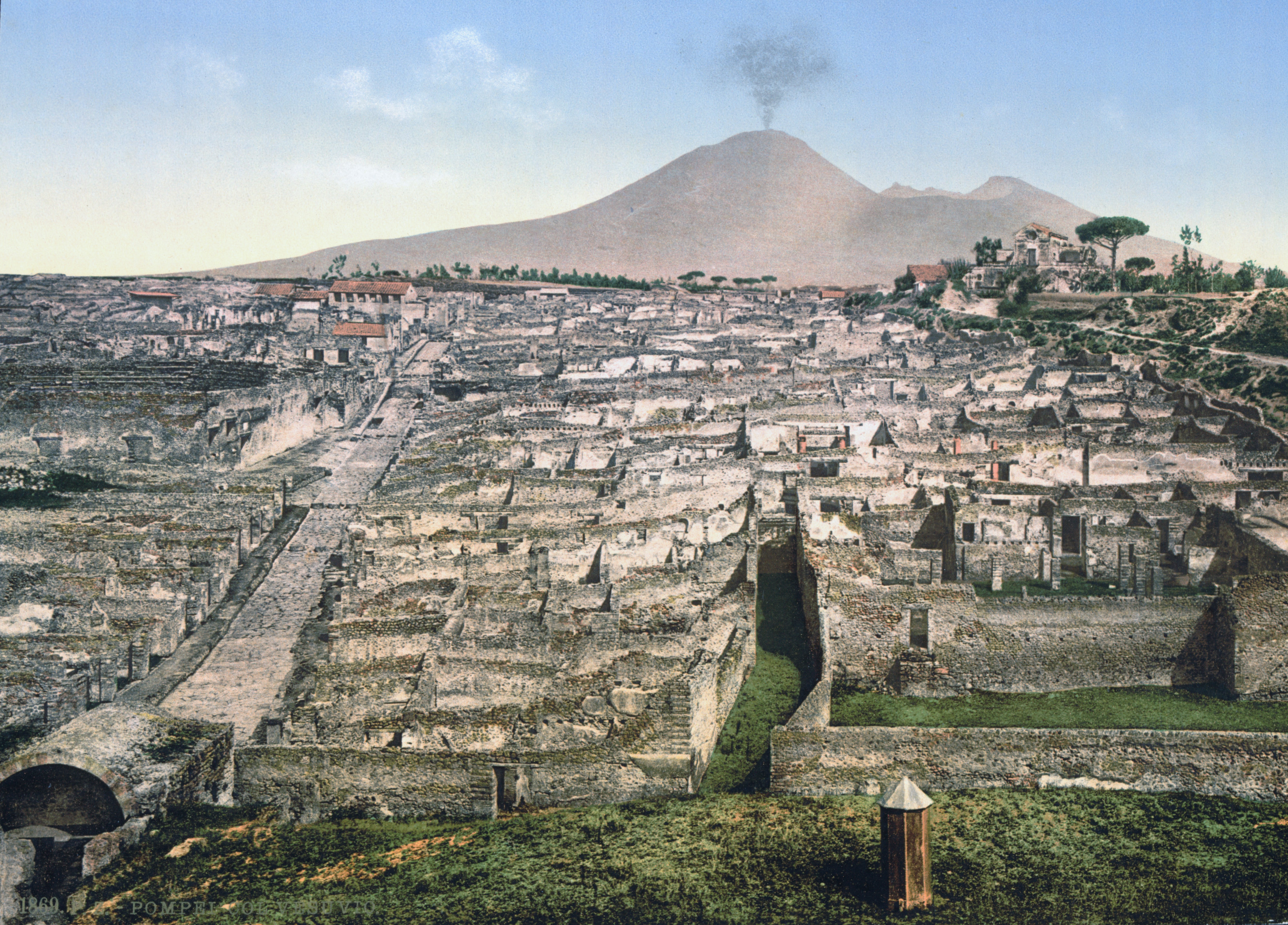
Pompeya y el monte Vesubio en 1900

Las excavaciones se llevaron a cabo en las antiguas ciudades de Pompeya y Herculano, ambas cubiertas por cenizas durante la erupción del Monte Vesubio en el año 79.  Estas excavaciones comenzaron en 1748 en Pompeya, mientras que en Herculano comenzaron en 1738 bajo los auspicios del rey Carlos VII de Nápoles. En Herculano, el teatro, la basílica y la villa de los Papiros se descubrieron en 1768.  El descubrimiento de pueblos enteros, completos, con utensilios e incluso seres humanos, así como el descubrimiento de frescos antiguos, tuvo un gran impacto en toda Europa. 
Una figura muy influyente en el desarrollo del estudio teórico y sistemático del pasado a través de sus restos físicos fue "el profeta y héroe fundador de la arqueología moderna", Johann Joachim Winckelmann. Winckelmann fue uno de los fundadores de la arqueología científica al aplicar por primera vez categorías empíricas de estilo de manera amplia y sistemática a la historia clásica (griega y romana) del arte y la arquitectura. Su enfoque original se basó en exámenes empíricos detallados de artefactos a partir de los cuales se podían extraer conclusiones razonadas y desarrollar teorías sobre las sociedades antiguas. 
En Estados Unidos, Thomas Jefferson, posiblemente inspirado por sus experiencias en Europa, supervisó la excavación sistemática de un túmulo de nativos americanos en su tierra en Virginia en 1784. Aunque los métodos de investigación de Jefferson estaban adelantados a su tiempo, eran primitivos para los estándares de hoy. 

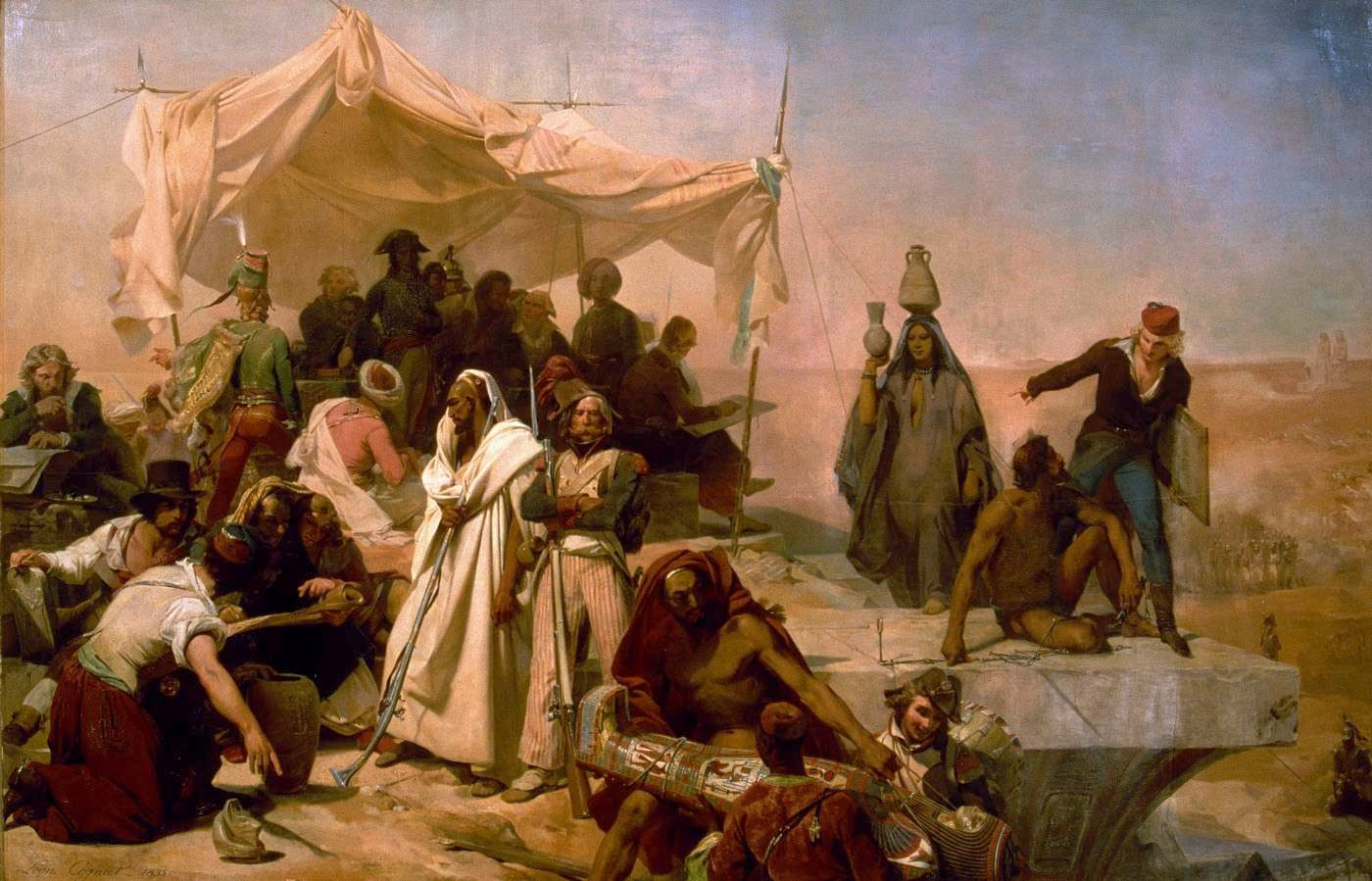
La expedición egipcia bajo las órdenes de Bonaparte, pintura de Léon Cogniet

El ejército de Napoleón realizó excavaciones durante su campaña en Egipto, en 1798 – 1801, que también fue la primera expedición arqueológica importante en el extranjero.  El emperador llevó consigo una fuerza de 500 científicos civiles, especialistas en campos como la biología, la química y los idiomas, para llevar a cabo un estudio completo de la antigua civilización. El trabajo de Jean-François Champollion descifrando la piedra de Rosetta para descubrir el significado oculto de los jeroglíficos fue la clave para el estudio de la egiptología.
Sin embargo, antes del desarrollo de técnicas modernas, las excavaciones solían ser aleatorias; la importancia de conceptos como la estratificación y el contexto fueron completamente pasados por alto.  Por ejemplo, en 1803, hubo críticas generalizadas contra Thomas Bruce, séptimo conde de Elgin, por sacar los mármoles de Elgin del Partenón de Atenas. Las esculturas de mármol fueron valoradas por sus críticos solo por sus cualidades estéticas, no por la información que contenían sobre la antigua civilización griega.
En la primera mitad del siglo XIX se organizaron muchas otras expediciones arqueológicas; Giovanni Battista Belzoni y Henry Salt reunieron artefactos egipcios antiguos para el Museo Británico, Paul Émile Botta excavó el palacio del gobernante asirio Sargon II, Austen Henry Layard desenterró las ruinas de Babilonia y Nimrud y descubrió la Biblioteca de Ashurbanipal y Robert Koldeway y Karl Richard Lepsius excavó sitios en el Medio Oriente. Sin embargo, la metodología aún era deficiente y la excavación estaba dirigida al descubrimiento de artefactos y monumentos.

## Desarrollo del método arqueológico.

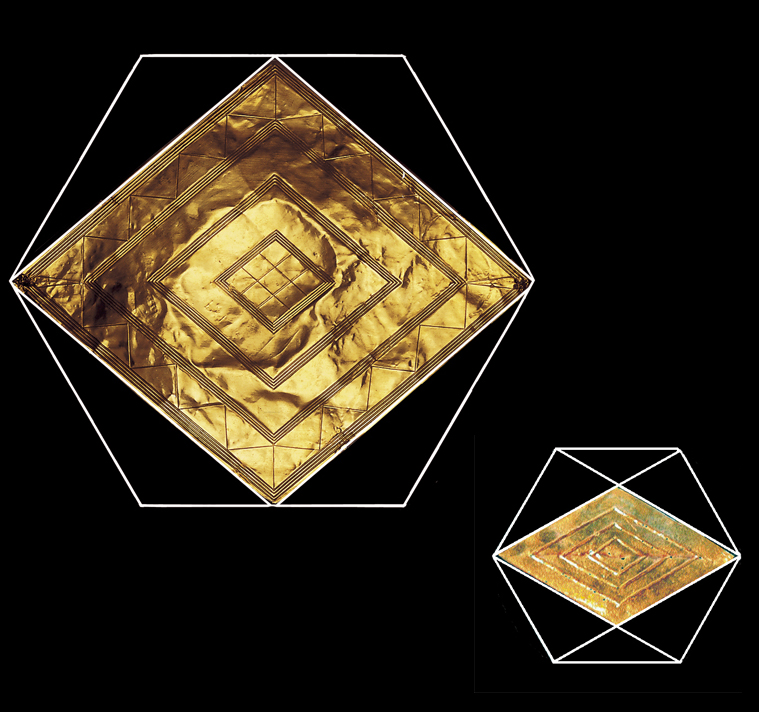
Artefactos descubiertos en la excavación de Bush Barrow en 1808 por Sir Richard Colt Hoare y William Cunnington.

El padre de la excavación arqueológica fue William Cunnington (1754–1810).  Realizó excavaciones en Wiltshire desde alrededor de 1798, con sus colaboradores habituales Stephen y John Parker de Heytesbury. El trabajo de Cunnington fue financiado por varios patrocinadores, el más rico de los cuales fue Richard Colt Hoare, quien había heredado la casa Stourhead de su abuelo en 1785. Hoare dirigió su atención a coleccionar antigüedades y comenzó a financiar las excavaciones de Cunnington en 1804. Los informes y las descripciones de este último fueron publicados por Hoare en un libro titulado Ancient Historie of Wiltshire en 1810, una copia del cual se conserva en Stourhead. 
Cunnington hizo meticulosas grabaciones principalmente de túmulos neolíticos y de la Edad de Bronce y los términos que usó para clasificarlas y describirlas aún son utilizados por los arqueólogos en la actualidad. La primera referencia al uso de una paleta en un sitio arqueológico se hizo en una carta de Cunnington a Hoare en 1808, que describe a John Parker utilizando una en la excavación de Bush Barrow.
Uno de los principales logros de la arqueología del siglo XIX fue el desarrollo de la estratigrafía.  La idea de la superposición de estratos que se remontan a períodos sucesivos fue tomada del nuevo trabajo geológico y paleontológico de estudiosos como William Smith, James Hutton y Charles Lyell.  La aplicación de la estratigrafía a la arqueología se realizó por primera vez con las excavaciones de los sitios prehistóricos y de la Edad de Bronce.  En la tercera y cuarta década del siglo XIX, arqueólogos como Jacques Boucher de Perthes y Christian Jürgensen Thomsen comenzaron a poner en orden cronológico los artefactos que habían encontrado. 
Otro desarrollo importante fue la idea del tiempo profundo. Antes de esto, la gente tenía la idea de que la tierra era bastante joven. James Ussher usó el Antiguo Testamento y calculó que el origen del mundo había sido el 23 de octubre de 4004 aC (un domingo).  Más tarde, Jacques Boucher de Perthes (1788-1868) estableció un sentido del tiempo mucho más profundo en Antiquités celtiques et antédiluviennes (1847). 

### Profesionalización
A mediados del siglo XIX, la arqueología todavía era considerada por los estudiosos como un pasatiempo aficionado. El gran imperio colonial de Gran Bretaña brindó una gran oportunidad para que tales "aficionados" desenterraran y estudiaran las antigüedades de muchas otras culturas. Una figura importante en el desarrollo de la arqueología en una ciencia rigurosa fue el oficial del ejército y el etnólogo, Augustus Pitt Rivers.
En 1880, comenzó las excavaciones en tierras que le llegaron por herencia y que contenían una gran cantidad de material arqueológico de los períodos romano y sajón.  Las excavó durante diecisiete temporadas, comenzando a mediados de la década de 1880 y terminando con su muerte. Su enfoque fue altamente metódico según los estándares de la época, y es considerado como el primer arqueólogo científico. Influido por los escritos evolutivos de Charles Darwin y Herbert Spencer, organizó los artefactos tipológicamente y (dentro de los tipos) cronológicamente. Este estilo de estructura, diseñada para resaltar las tendencias evolutivas en los artefactos humanos fue una innovación revolucionaria en el diseño de los museos, y fue de enorme importancia para la datación precisa de los objetos. Su innovación metodológica más importante fue su insistencia en que todos los artefactos, no solo los más vistosos o únicos, fuesen recopilados y catalogados.  Este enfoque en los objetos cotidianos como la clave para entender el pasado rompió de manera decisiva con las prácticas arqueológicas pasadas, que a menudo se centraban en la búsqueda de tesoros.

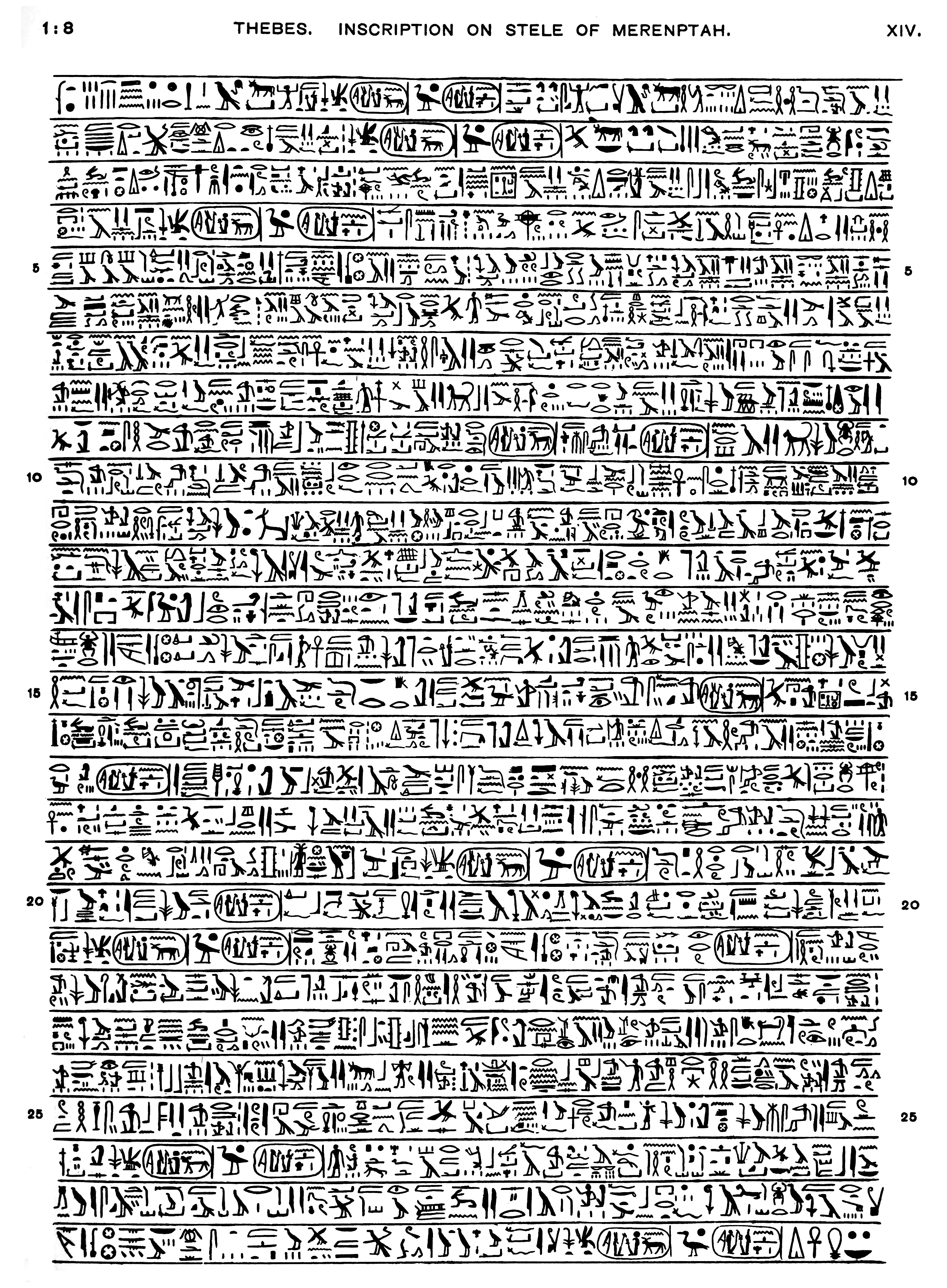
Uno de los hallazgos más significativos de Flinders Petrie: la estela de Merneptah. Esta es una copia de imagen de espejo de 1897 de la parte principal de la inscripción (todas las 28 líneas).

William Flinders Petrie es otro hombre que puede ser legítimamente llamado el Padre de la Arqueología. Petrie fue el primero en investigar científicamente la Gran Pirámide en Egipto durante la década de 1880. Se propusieron muchas teorías sobre cómo se habían construido las pirámides (por ejemplo, Charles Piazzi Smyth ), pero el análisis ejemplar de la arquitectura de Guiza por parte de Petrie refutó estas teorías y aún proporciona gran parte de los datos básicos con respecto a la meseta piramidal a día de hoy.
Su minuciosa catalogación y estudio de artefactos, tanto en Egipto como después en Palestina, expuso muchas de las ideas que después se han utilizado en la arqueología moderna; remarcó que "creo que la verdadera línea de investigación está en la observación y comparación de los detalles más pequeños".  Petrie desarrolló el sistema de capas de datación basado en hallazgos de cerámica, que revolucionó las bases cronológicas de la egiptología. También fue responsable de asesorar y entrenar a toda una generación de egiptólogos, incluido Howard Carter, que alcanzó la fama con el descubrimiento de la tumba del faraón Tutankamón del siglo XIV a. C.. 
La primera excavación estratigráfica que alcanzó una amplia popularidad entre el público fue la de Hisarlik, en el sitio de la antigua Troya, llevada a cabo por Heinrich Schliemann, Frank Calvert, Wilhelm Dörpfeld y Carl Blegen en la década de 1870. Estos académicos distinguieron nueve ciudades sucesivas, desde la prehistoria hasta el período helenístico. Su trabajo ha sido criticado como tosco y perjudicial. Kenneth W. Harl escribió que las excavaciones de Schliemann se llevaron a cabo con métodos tan toscos que hizo en Troya lo que los griegos no podían hacer en su época, destruir y derribar las murallas de la ciudad.
Mientras tanto, el trabajo de Sir Arthur Evans en Knossos en Creta reveló la antigua existencia de una civilización avanzada.  Muchos de los hallazgos de este sitio se catalogaron y se llevaron al Museo Ashmolean en Oxford, donde los pudieron ser estudiados, mientras se intentó reconstruir gran parte del sitio original. Aunque esto se hizo de una manera que hoy se consideraría inapropiada, ayudó a elevar considerablemente el perfil de la arqueología.

## Otras lecturas
- Christenson, Andrew L., Rastreando el pasado de la arqueología: la historiografía de la arqueología .  Southern Illinois Univ Press, 1989.
- Kehoe, Alice Beck, La tierra de la prehistoria: una historia crítica de la arqueología estadounidense .  Londres: Routledge, 1998.
- Marchand, Suzanne L., Down from Olympus: Archaeology and Philhellenism in Germany, 1750 - 1970 .  Princeton, NJ: Princeton Univ.  Prensa, 1996 (1ª edición en rústica de 2003).
- Pai, Hyung Il, construyendo orígenes "coreanos": una revisión crítica de la arqueología, la historiografía y el mito racial en las teorías de la formación del estado coreano .  Cambridge: Harvard University Press, 2000.
- Redman, Samuel J., Bone Rooms: del racismo científico a la prehistoria humana en los museos .  Cambridge: Harvard University Press, 2016.
- William H. Stiebing, Jr. Descubriendo el pasado: una historia de la arqueología .  Oxford: Oxford University Press, 1993.
- Smith, Laurajane, Teoría arqueológica y la política del patrimonio cultural .  Londres: Routledge, 2004.
- Gatillo, Bruce, Una historia del pensamiento arqueológico .  Cambridge: Cambridge University Press, 1990.